# 군고구마
군고구마는 중국, 한국, 타이완, 일본 등 동아시아에서 먹는 겨울철 간식이다.
중국에서는 카오판수(烤番薯), 타이완에서는 카오디과(烤地瓜), 홍콩에서는 국판쉬(焗番薯), 일본에서는 야키이모(焼き芋), 영어로는 baked sweet potato라고 한다.

## 한국
군고구마는 남북한 모두에서 인기가 있다. 늦가을부터 겨울까지 음식을 판매하는 상인들은 우샨카를 쓰고 있다. 모든 종류의 고구마를 구울 수 있지만, 구이용으로는 밤고구마와 같은 단단하고 밀가루가 많은 품종보다 호박고구마와 같은 더 부드럽고 촉촉한 품종이 선호된다.
한국에서는 군고구마를 건조시켜 군고구마 말랭이를 만들고, 냉동시켜 아이스 군고구마를 만든다. 군고구마는 전통적으로 겨울 음식이었지만 요즘은 군고구마 아이스크림과 군고구마 스무디를 여름에도 즐겨 먹는다.

## 사진 갤러리

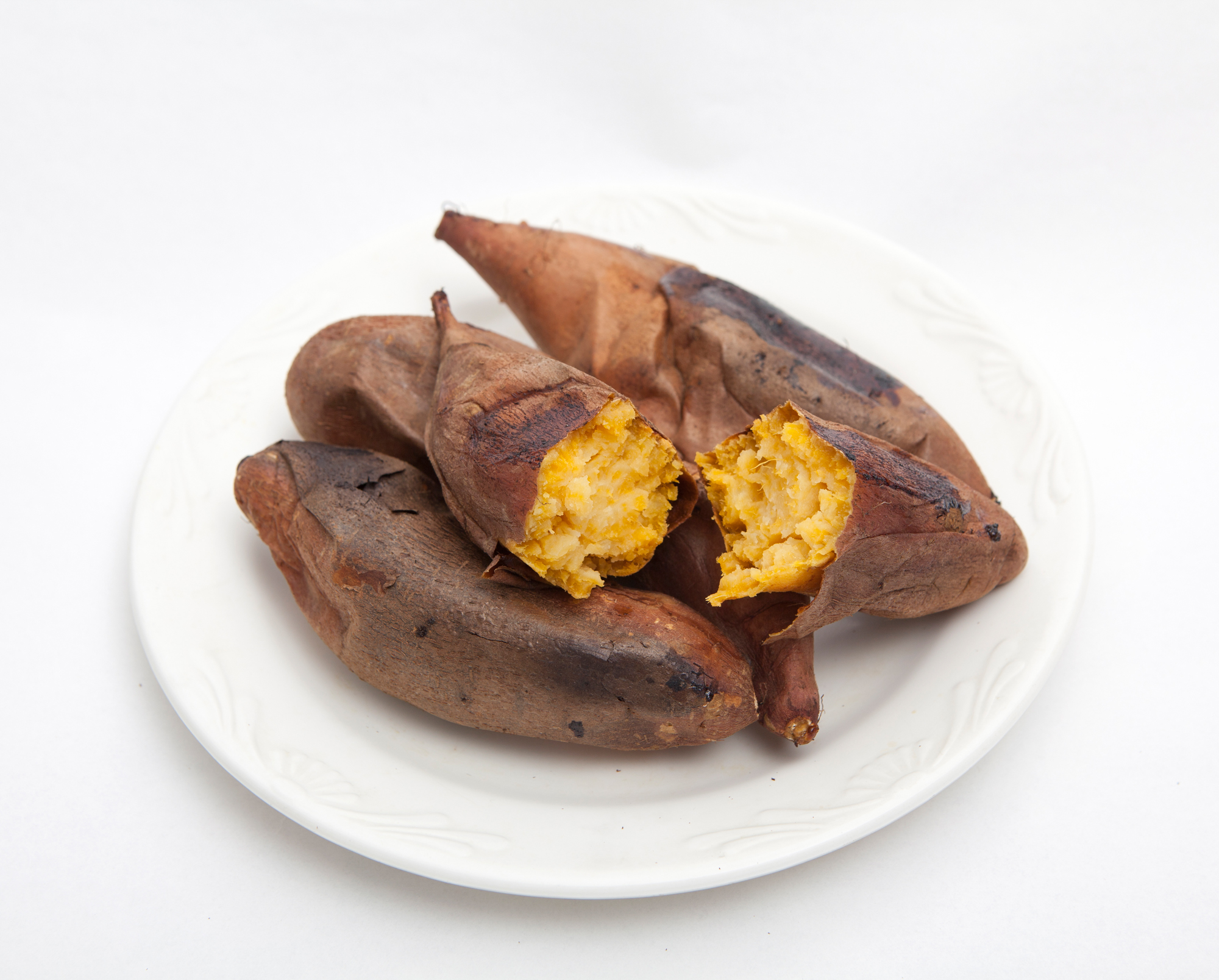
군고구마
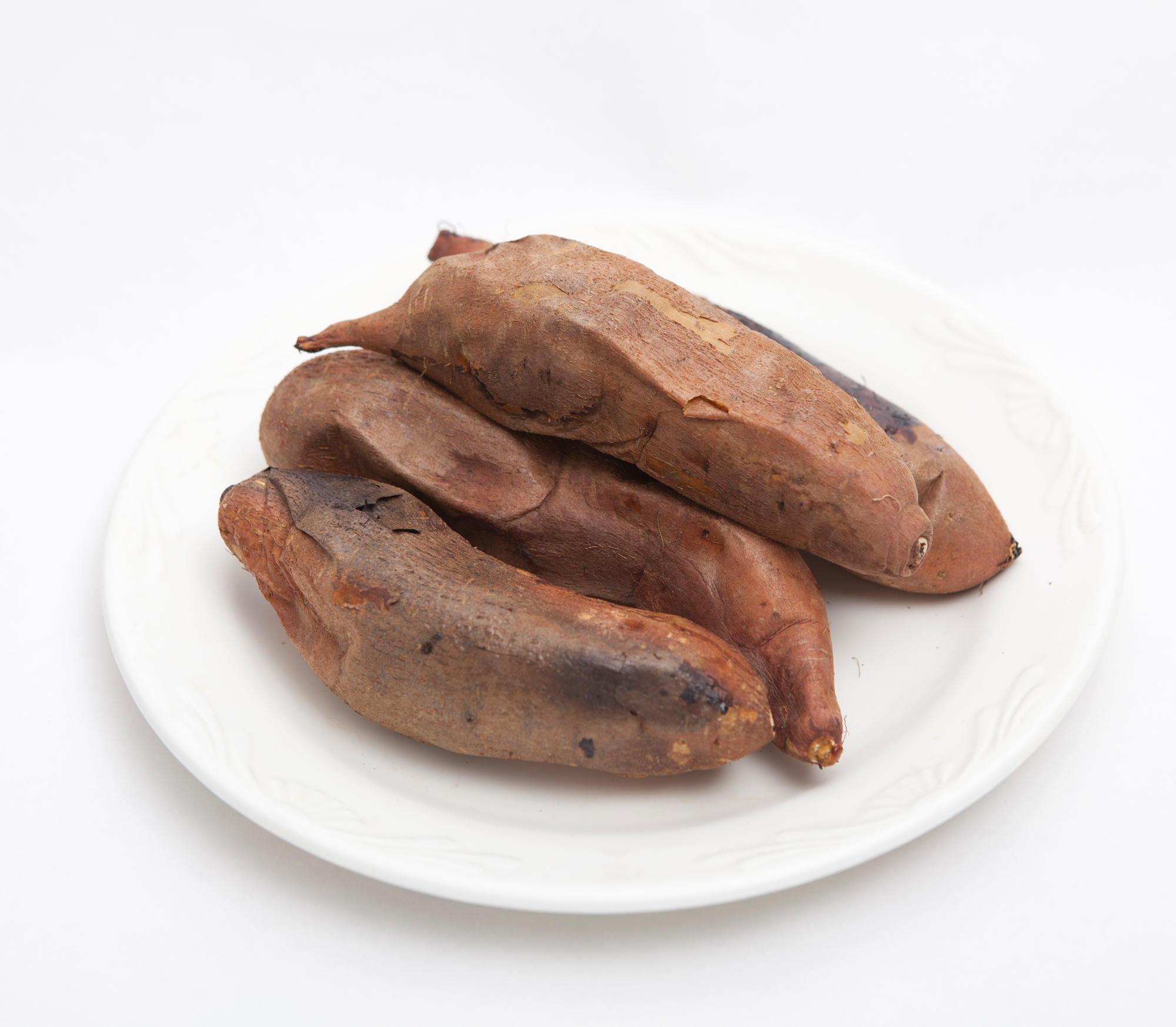
군고구마
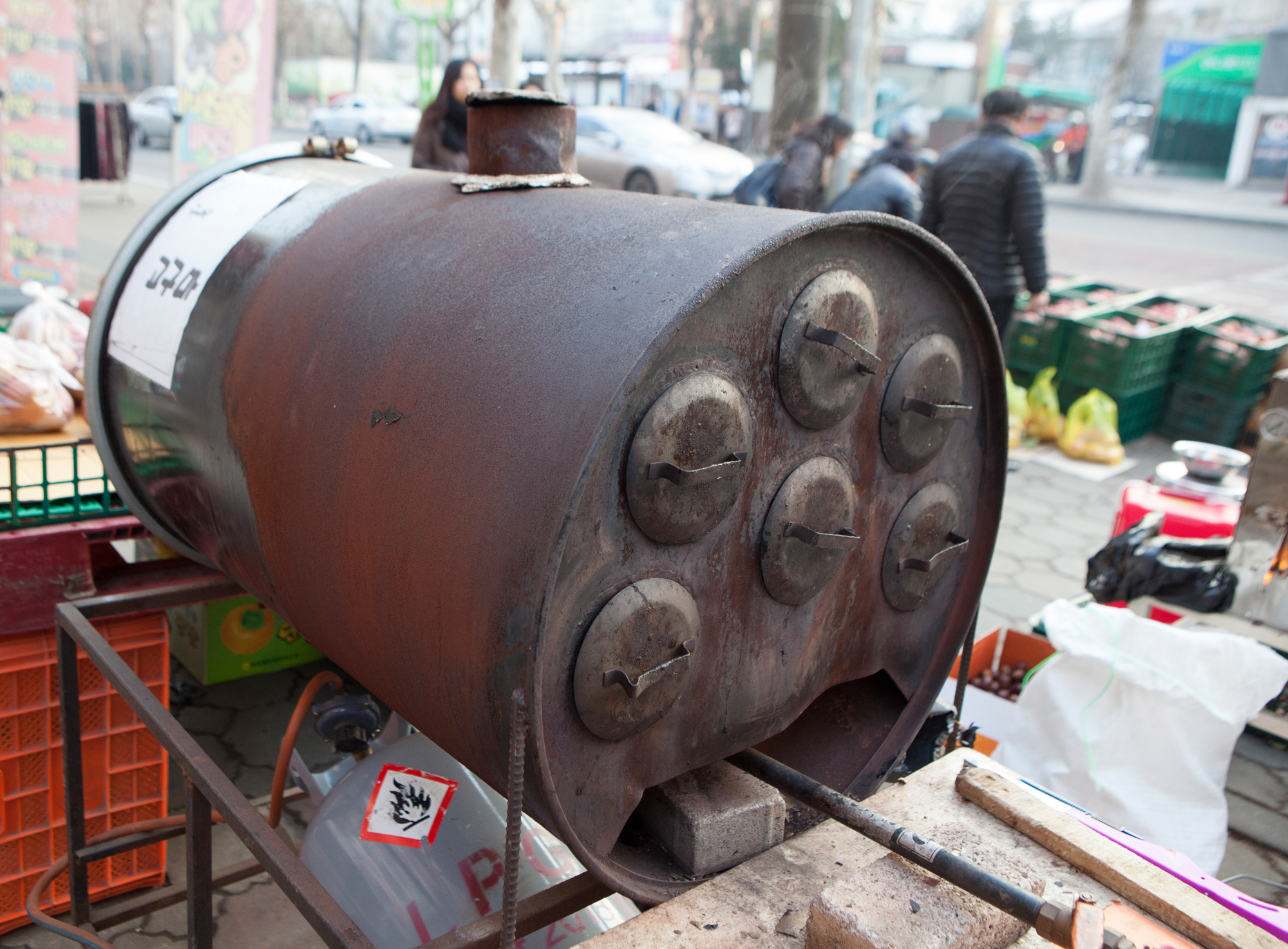
한국의 군고구마 드럼통
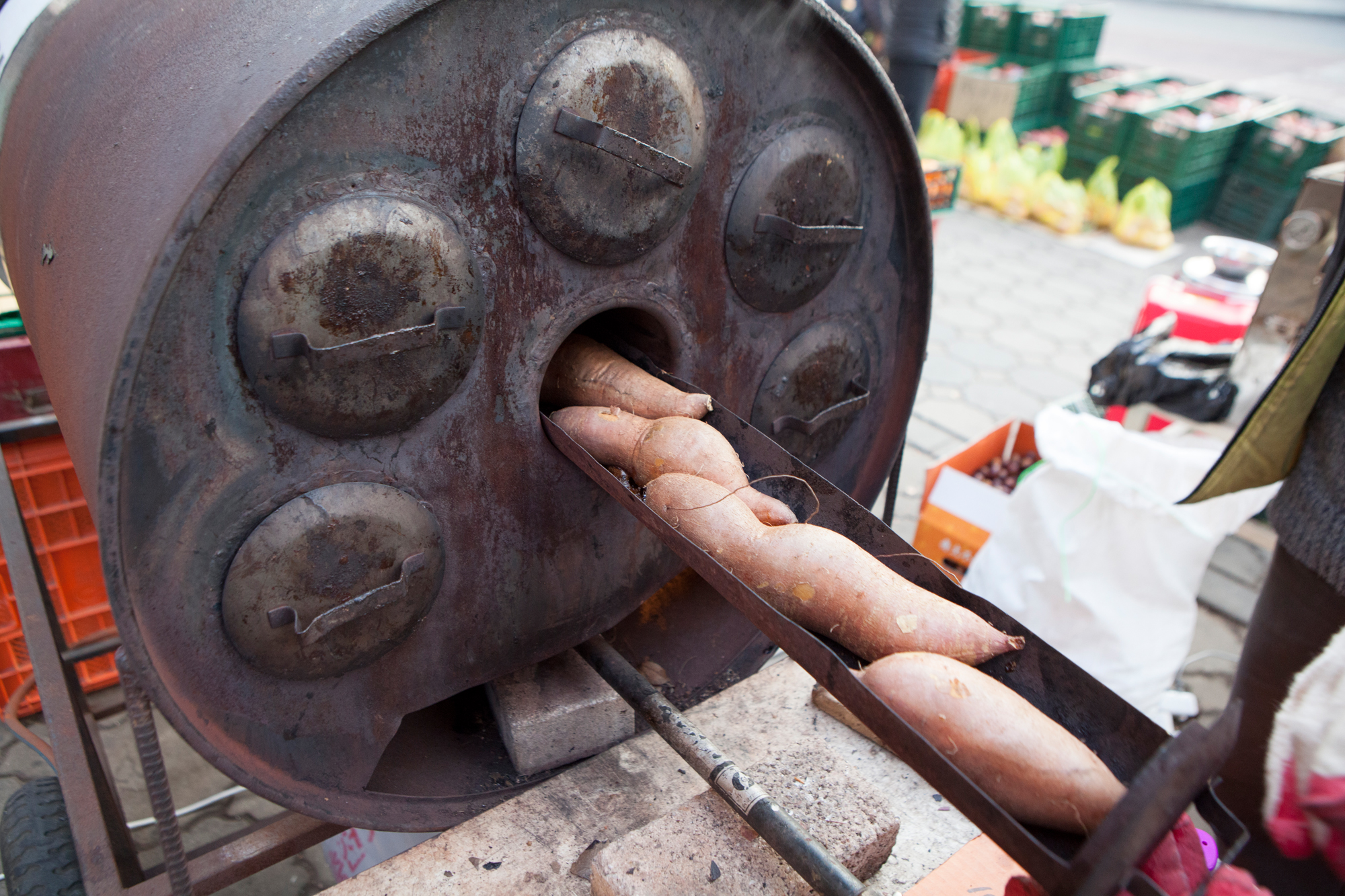
드럼통에서 구운 군고구마
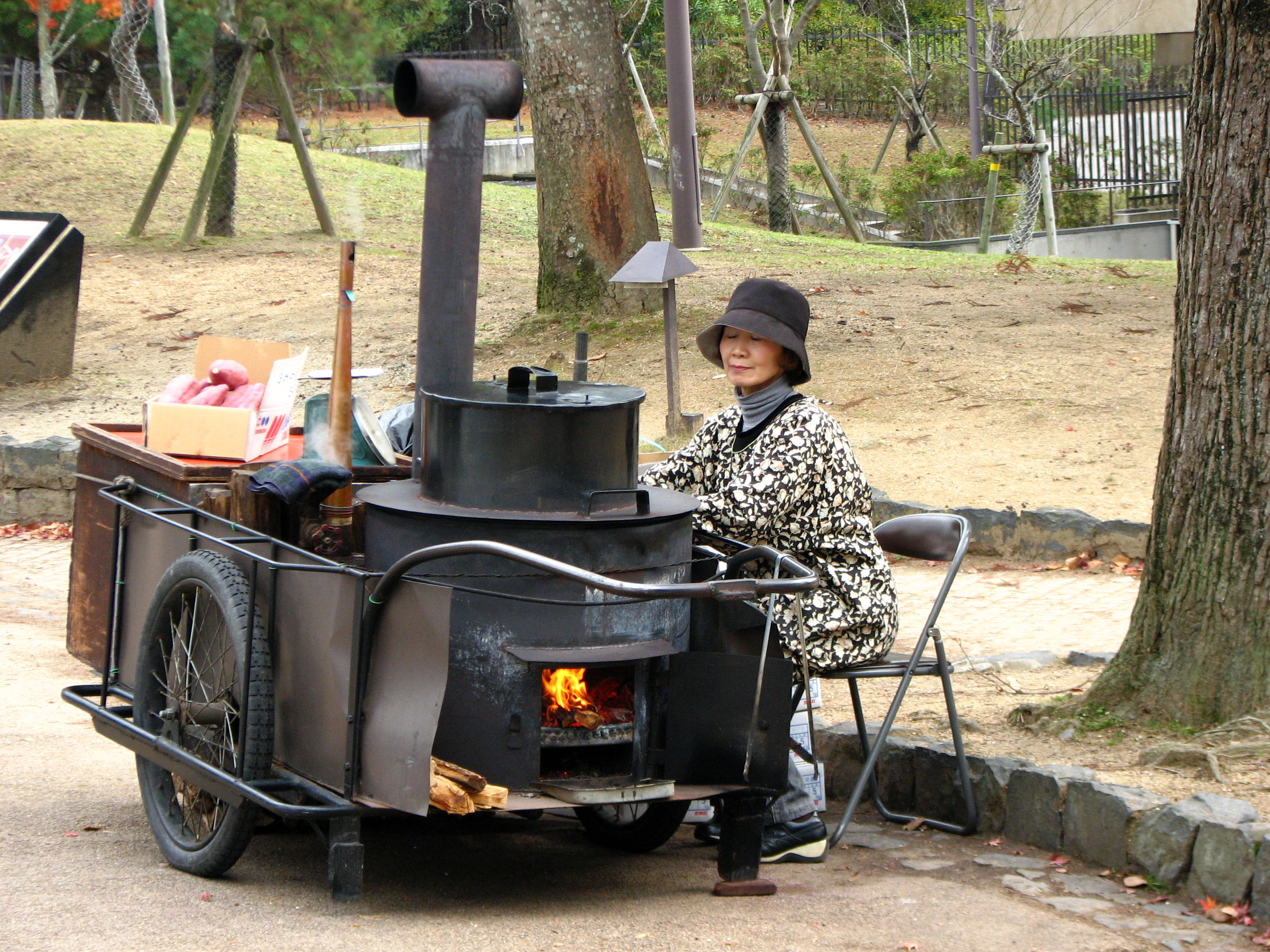
일본의 야키이모 장수
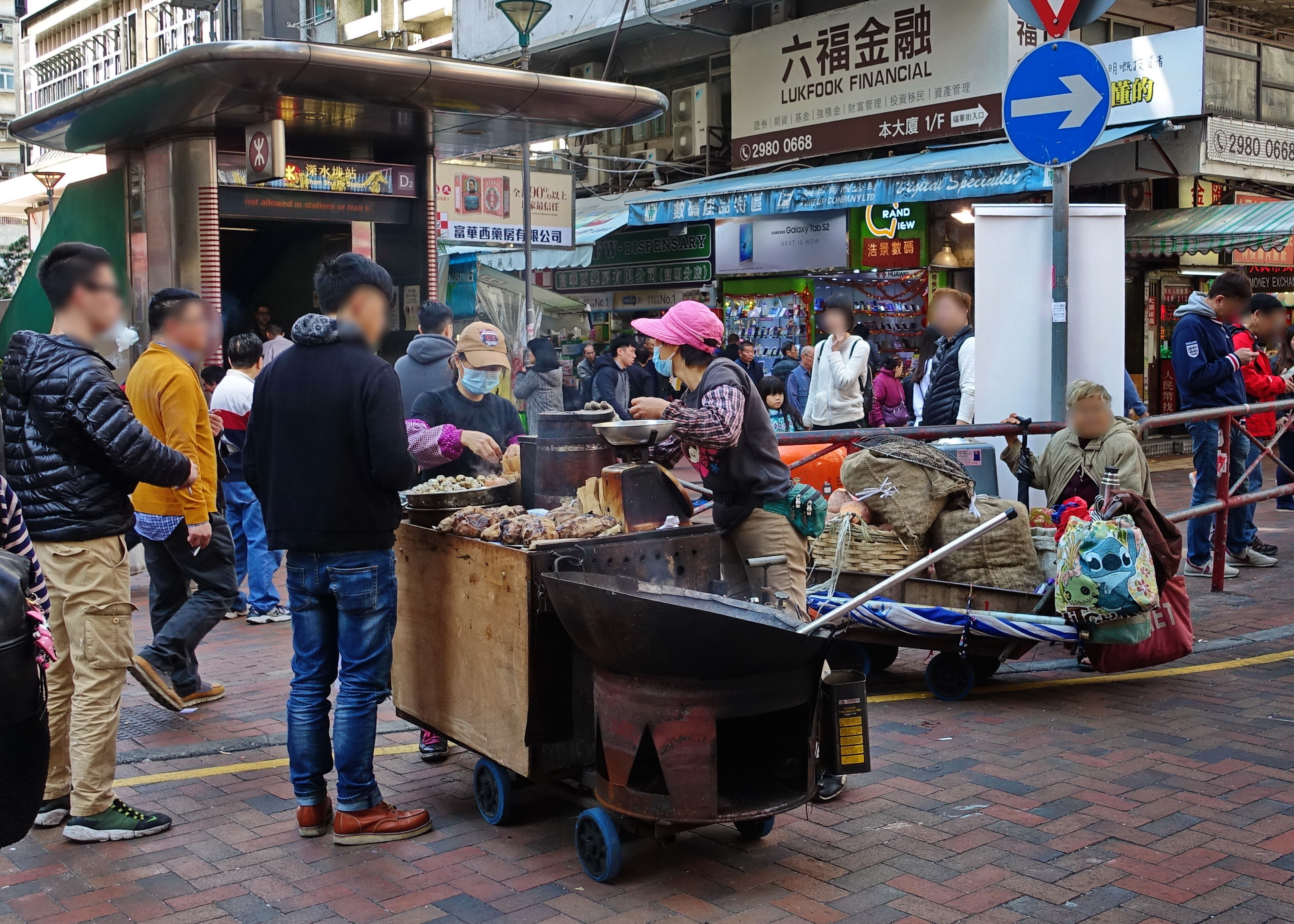
홍콩의 국판쉬 장수
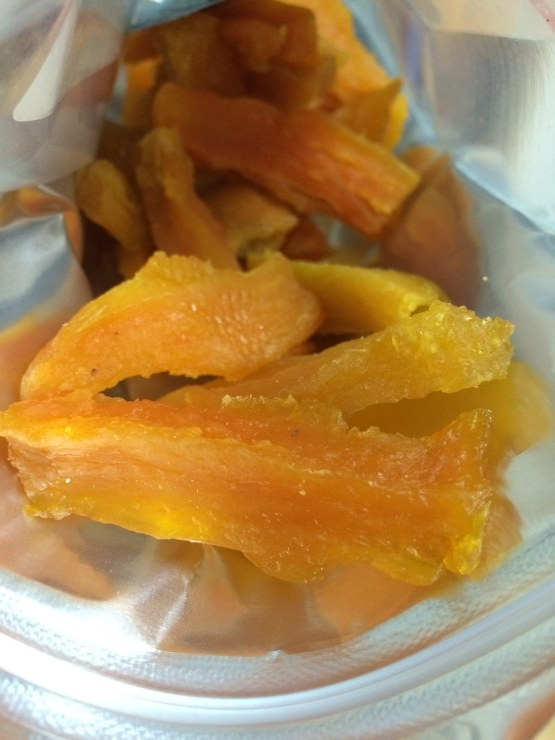
군고구마말랭이

## 이모지
2010년에는 "군고구마"라는 뜻의 유니코드 6.0 U+1F360 🍠 ROASTED SWEET POTATO용 이모티콘이 승인되었다.

## 같이 보기
- 군밤